# フィリップ大学マールブルク
フィリップ大学マールブルク（マーブルクだいがく、英語: The Philipps University of Marburg、公用語表記: Philipps-Universität Marburg）は、ドイツマールブルクに本部を置くドイツの公立大学。1527年創立、1527年大学設置。大学の略称はマールブルク大学。

## 沿革
1527年7月1日に初のプロテスタントの大学として、当時23歳のフィリップ方伯が設立し、11人の教授と84人の学生のもとに開学。しかしモーリッツ (ヘッセン＝カッセル方伯)が1605年カルヴァン派に改宗し、大学もこれに従ったため、1607年にルター派の教授たちは隣接するヘッセン＝ダルムシュタット方伯領ギーセンに設立されたギーセン大学に移った。
ヘッセン選帝侯フリードリヒ・ヴィルヘルム1世は普墺戦争で敗れたオーストリア帝国の側に就き、ヘッセン選帝侯国は1866年にプロイセン王国に併合された。ヘッセン選帝侯国は同時にプロイセンに併合されたナッサウ公国、フランクフルト自由市とともにプロイセン領ヘッセン＝ナッサウ県に組み込まれたため、これらの地域からも学生が入学するようになった。そのため、1866年に「プロイセン王立フィリップ大学」に改称されると、学生数は4倍に増加した。マールブルク大学の宗派はプロイセン王国に従い、ルター派、改革派が共存することになり、1866年になってしばらく続いていた改革派単独の大学であることを止めている。神学部にもルター派の教授がドイツ各地から集まり、ドイツの聖書学や組織神学分野を主導する看板学部になる。一方で、1609年には世界で初めて化学の教授職を設置した大学でもあり、人文学に加えて科学分野も力がそそがれた。
1970年代には、社会科学部が左派の拠点とみなされ、ドイツ戦後政治史ヴォルフガング・アーベントロートの影響下にあった。

## キャンパスと施設
- 2012年に「Chemicum」という名称の世界初双方向型の化学博物館が設置された。

## 関係者
この大学で学び、または教授した歴史的な人物として、作曲家のハインリッヒ・シュッツ、歴史法学のフリードリヒ・カール・フォン・サヴィニー、言語学者で童話収集家のヤーコプ・グリム、新約聖書学のルドルフ・ブルトマン、宗教哲学のルドルフ・オットー、モスクワ大学の創立者ミハイル・ロモノーソフ（ロシア）、詩人のボリス・パステルナーク（ロシア）とゴットフリート・ベンなど分野も多彩である。
特に哲学者では新カント派マールブルク学派のヘルマン・コーエン、パウル・ナトルプ、エルンスト・カッシーラーをはじめとして、カール・バルト、ルドルフ・ブルトマン、ニコライ・ハルトマン、ホセ・オルテガ・イ・ガセット、マルティン・ハイデッガー、ハンナ・アーレント、ハンス・ゲオルク・ガダマー、エーリヒ・アウエルバッハなどが著名である。またカール・バルト、クリスティアン・メラー、エルンスト・ケーゼマン、マルゴート・ケースマンらが福音主義神学部に通った。
日本人では仏教哲学の北山淳友が名誉教授、京都学派の哲学者で知られる三木清、ドイツの医学士号「ドクトル・メディツィーネ」を女性として初めて取得した宇良田唯がいる。
異色の関係者としてはスターリングラード攻防戦でドイツ第6軍を率いたフリードリヒ・パウルス陸軍元帥が法学部に短期間在籍していた。さらに、ドイツ赤軍の創設者、指導者の一人であったウルリケ・マインホフも在籍していた。

### ノーベル賞受賞者
- 1901年：エミール・フォン・ベーリング（医学）
- 1909年：フェルディナント・ブラウン（物理学）
- 1910年：アルブレヒト・コッセル（医学）
- 1930年：ハンス・フィッシャー（化学）
- 1936年：オットー・レーヴィ（医学）
- 1939年：アドルフ・ブーテナント（化学）
- 1944年：オットー・ハーン（化学）
- 1958年：ボリス・パステルナーク（文学）
- 1963年：カール・ツィーグラー（化学）
- 1979年：ゲオルク・ウィッティヒ（化学）
- 2011年：ジュール・ホフマン（医学）